# Гаррі Гестад
Гаррі Гестад (норв. Harry Hestad, нар. 7 листопада 1944, Молде) — норвезький футболіст, що грав на позиції нападника за клуби «Молде» та «АДО Ден Гаг», а також національну збірну Норвегії. По завершенні ігрової кар'єри — тренер.

## Клубна кар'єра
У дорослому футболі дебютував 1961 року виступами за команду «Молде», в якій провів дев'ять сезонів, взявши участь у 207 матчах чемпіонату.  Більшість часу, проведеного у складі «Молде», був основним гравцем атакувальної ланки команди.
Протягом 1970—1972 років грав у Нідерландах, де захищав кольори клубу «АДО Ден Гаг».
1972 року повернувся до «Молде», за який відіграв сім сезонів, після чого завершив професійну кар'єру у 1979 році.

## Виступи за збірну
1969 року дебютував в офіційних матчах у складі національної збірної Норвегії.
Загалом протягом кар'єри у національній команді, яка тривала 8 років, провів у її формі 31 матч, забивши 5 голів.

## Кар'єра тренера
Перший досвід тренерської роботи отримав ще граючи за «Молде», коли протягом частини 1969 року був граючим тренером цієї команди.
Завершивши ігрову кар'єру, сконцентрувався на тренерській роботі, у 1985 році тренував команду «Трефф». Згодом ще двічі, у 1986 році і протягом 1987–1989 років тренував команду «Молде».